# Jorge Solórzano Pérez
Jorge Solórzano Pérez (San Andrés de la Palanca, Departamento de Manágua, Nicarágua, 23 de março de 1961) é um clérigo nicaraguense e bispo católico romano de Granada.
O Arcebispo de Manágua, Miguel Obando Bravo SDB, o ordenou sacerdote em 29 de março de 1985.
Em 17 de junho de 2000, o Papa João Paulo II o nomeou bispo titular de Theuzi e bispo auxiliar em Manágua. O Arcebispo de Manágua, Cardeal Miguel Obando Bravo SDB, concedeu sua consagração episcopal em 13 de julho do mesmo ano; Os co-consagrantes foram Leopoldo José Brenes Solórzano, Bispo de Matagalpa, e César Bosco Vivas Robelo, Bispo de León na Nicarágua.
Foi nomeado Bispo de Matagalpa  em 15 de outubro de 2005 e empossado em 3 de dezembro do mesmo ano. Papa Bento XVI nomeou-o Bispo de Granada em 11 de março de 2010.